# Общечувашский национальный съезд
Общечувашский национальный съезд — собрание представителей чувашского народа в городе Симбирске, которое проходило с 20 по 28 июня 1917 года. Участниками съезда было около 800 человек. Одним из результатов съезда стало учреждение Чувашского национального общества.

## История
Организацией национального общечувашского съезда занималась чувашская секция при Союзе мелких народностей Поволжья. В его подготовке также участвовали члены Симбирского чувашского общества (председатель — Виктор Орлов) и просветитель Иван Яковлев.
Съезд проходил в Симбирске с 20 по 28 июня 1917 года при участии около 800 человек из Казанской, Симбирской, Самарской, Саратовской и Уфимской губерний. Делегаты представляли чувашские общины, национальные и партийные организации. В основном на съезде доминировали деятели образования и духовенство, симпатизировавшие партии социалистов-революционеров.
Во время мероприятия работало четыре секции: политическая, образовательная, религиозная и издательская. Общие собрания принимало здание Симбирского кадетского корпуса, а секционные — Симбирская чувашская учительская школа.
Участники съезда поддержали Временное правительство и республиканское устройство России, но выступили с предложением преобразования страны в федерацию. Также была озвучена позиция о свободном национально-культурном развитии народов России с последующем созданием национальных автономий. Принятая по итогам съезда программа включала реформирование народного образования, религиозной жизни, судебной системы и местного самоуправления построенных на принципах культурно-национальной автономии и демократии. Кроме того было предложено содействовать кооперативному движению и направить делегатов в Учредительное собрание.
На будущих выборах в Учредительное собрание было решено идти собственным чувашским списком по Казанской и Симбирской губерниями. Планировалось, что такой список способен получить порядка пяти депутатских кресел. В состав списка вошло 12 человек: С. Н. Николаев, И. В. Васильев, Г. Ф. Алюнов, Ф. Б. Исланкин, Д. П. Петров, Н. В. Никольский, П. А. Афанасьев, В. П. Васильева (Назарова), А. И. Яковлев, И. С. Сергеев, Г. И. Комиссаров и А. С. Иванов.
По итогам съезда было сформировано Чувашское национальное общество, призванное возглавлять работу в среде чувашского национального движения. Национальный съезд также утвердил устав общества и избрал его руководящие органы. Благодаря эсерам была принята резолюция по земельному вопросу. Для информирования министра народного просвещения и комитета по народному образованию в Санкт-Петербург были командированы С. Н. Николаев и В. А. Осипов.
В ходе съезда выступал чувашский хор по руководством Степана Максимова. Впервые на съезде был поднят вопрос о национальных символах чувашского народа. По завершении съезда были изданы его материалы, которые распространили среди участников мероприятия.